# Série de championnat de la Ligue américaine de baseball 2019

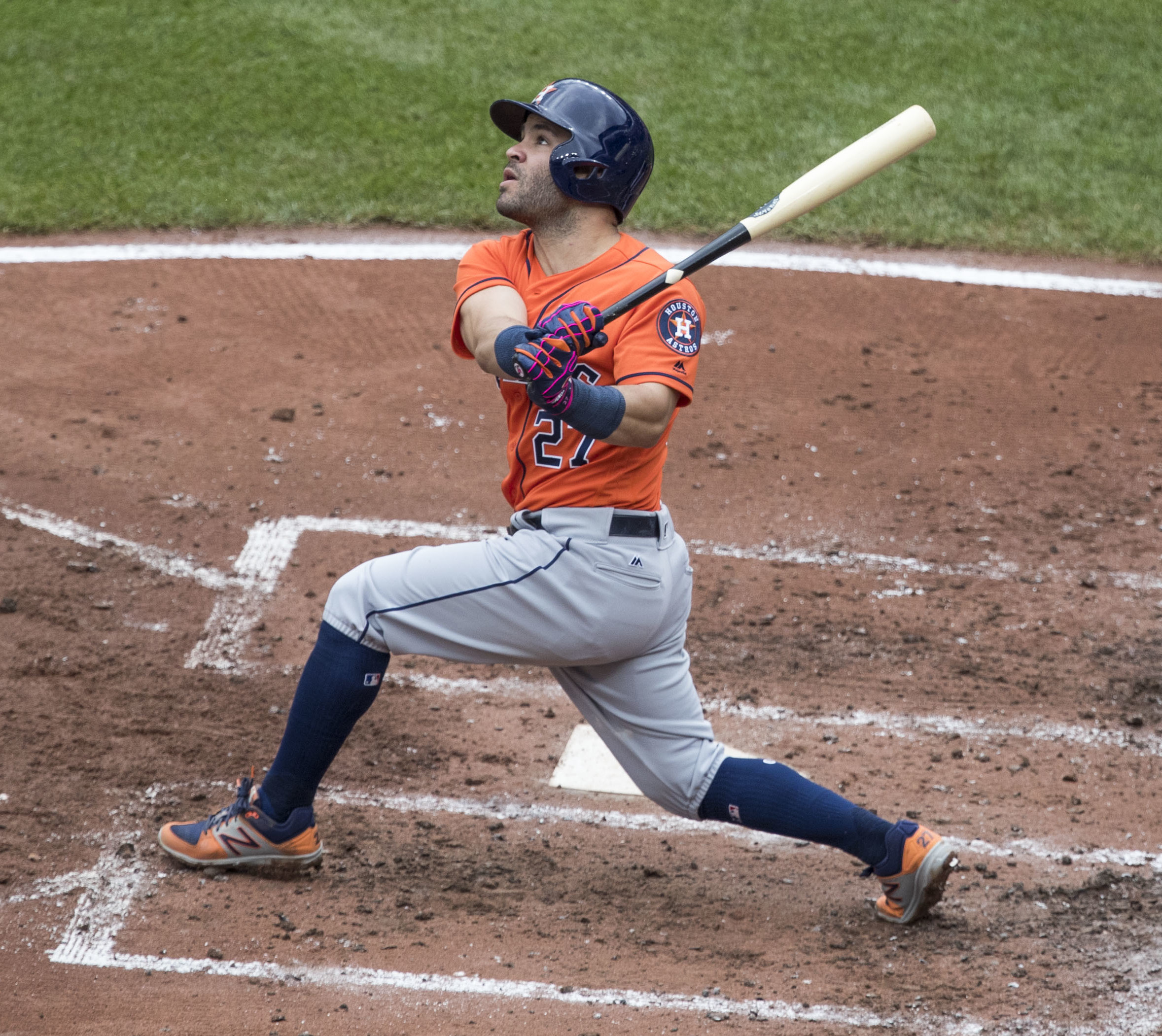
José Altuve est le joueur par excellence de la Série de championnat 2019.

La Série de championnat de la Ligue américaine de baseball 2019 est la 50e série finale de la Ligue américaine de baseball, dont l'issue détermine le représentant de cette ligue à la Série mondiale 2019, la grande finale des Ligues majeures de baseball. 
Cette série au meilleur de sept parties est jouée du samedi 12 octobre au samedi 19 octobre 2019. Les Astros de Houston l'emportent sur les Yankees de New York quatre matchs à deux pour remporter leur deuxième titre de la Ligue américaine en trois ans et accéder à la Série mondiale 2019. José Altuve, des Astros, est le joueur par excellence de la Série de championnat 2019.

## Déroulement de la série

### Calendrier des rencontres
La première équipe à remporter quatre victoires est sacrée championne de la Ligue américaine et la représente en Série mondiale 2019. La tête de série, qui est le club parmi les deux participants ayant remis la meilleure fiche victoires-défaites en saison régulière, détient l'avantage du terrain et reçoit son adversaire dans les matchs #1, 2, 6 et 7.
| Match | Date       | Visiteur            | Hôte                | Score              |
| ----- | ---------- | ------------------- | ------------------- | ------------------ |
| 1     | 12 octobre | Yankees de New York | Astros de Houston   | 7 - 0              |
| 2     | 13 octobre | Yankees de New York | Astros de Houston   | 2 - 3 (11 manches) |
| 3     | 15 octobre | Astros de Houston   | Yankees de New York | 4 - 1              |
| 4     | 17 octobre | Astros de Houston   | Yankees de New York | 8 - 3              |
| 5     | 18 octobre | Astros de Houston   | Yankees de New York | 1 - 4              |
| 6     | 19 octobre | Yankees de New York | Astros de Houston   | 4 - 6              |